# 4402 Tsunemori
4402 Tsunemori (1987 DP) là một tiểu hành tinh vành đai chính được phát hiện ngày 25 tháng 2 năm 1987 bởi Tsuneo Niijima và Takeshi Urata ở Ojima.